# Tombes papales dans l'antique basilique Saint-Pierre

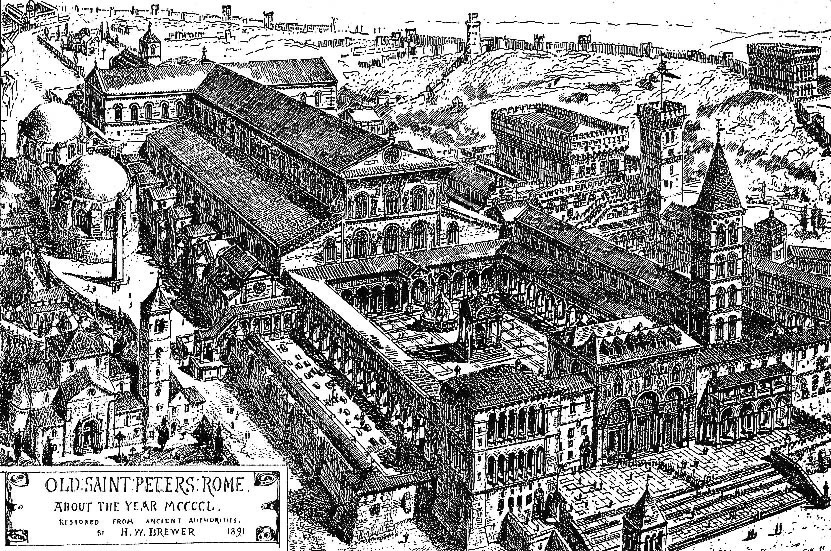
L'antique basilique de Saint Pierre en l'an 1450

Les tombes papales dans l'ancienne basilique Saint-Pierre, alors appelée basilique de Constantin, se situaient à l'emplacement de la Basilique Saint-Pierre du Vatican. Elles sont construites à partir du Ve siècle jusqu'au XVIe siècle. La majorité de ces tombes a été détruite entre le XVIe siècle et le XVIIe siècle, en raison de la démolition de la vieille basilique Saint-Pierre, à l'exception d'une tombe détruite lors du Sac de Rome (846) par les Sarrasins. Le reste a été transféré, pour une partie dans la basilique, moderne, de Saint-Pierre du Vatican, implantée sur le site de la basilique primitive mais aussi, pour quelques-unes, dans d'autres églises de Rome.
Les transferts répétés à partir des anciennes catacombes de Rome, deux incendies, au cours du XIVe siècle, dans l'archibasilique Saint-Jean-de-Latran et la reconstruction de la basilique Saint-Pierre, sont responsables de la destruction d'environ la moitié des tombes papales. C'est pour cette raison que Donato Bramante, l'architecte en chef de la basilique moderne de Saint-Pierre, a été appelé "il Ruinate".
Bien que la construction de la basilique primitive commence sous le règne de l'empereur Constantin Ier, elle s'achève au IVe siècle sous le règne du pape Léon Ier (440-461) qui est le premier pape enterré dans la basilique Constantin. Au cours des siècles, tant l'atrium, les chapelles dans la nef de la basilique qui ont abrité les tombeaux des papes, qui ont été répartis entre les différentes parties de la basilique alors que les rénovations se déroulent dans la basilique. Tout ce qui reste des tombes originales sont quelques sarcophages et fragments de sculptures. Il semble que le pape Jules II initie la destruction de la basilique constantinienne, car il veut libérer de l'espace pour sa « monstrueuse » tombe créée par Michel-Ange.
On en sait très peu sur l'emplacement et l'aspect des tombes originales : l'un des comptes rendus précieux est celui des canons de l'Église et de l'historien Giacomo Grimaldi (un sénateur de Gênes et le père de Girolamo Grimaldi-Cavalleroni), qui a esquissé les tombes alors qu'elles étaient déplacées et sur la voie de la destruction le long des chemins de la basilique. Les croquis de Grimaldi enregistrent la forme et la complexité des anciennes tombes, dont beaucoup étaient à trois niveaux. Quelques tombes papales détruites sont également détaillées dans les écrits d'Alfonso Chacón.

## Tombes papales

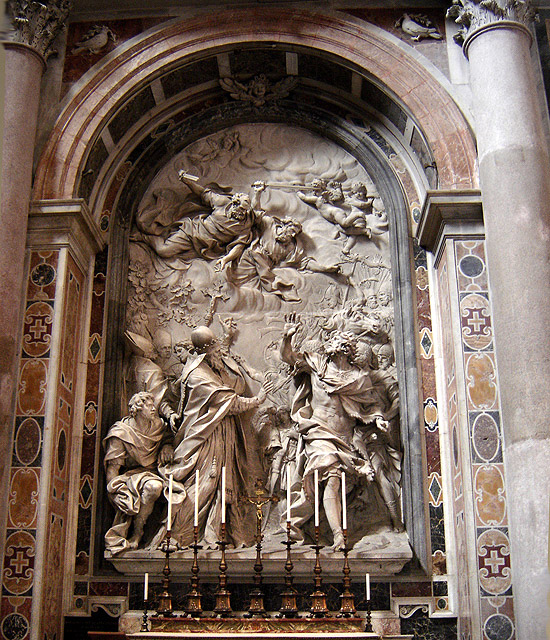
Algardi de Fuga d'Attila, au-dessus de l'autel contenant les restes transférés du pape Léon Ier.

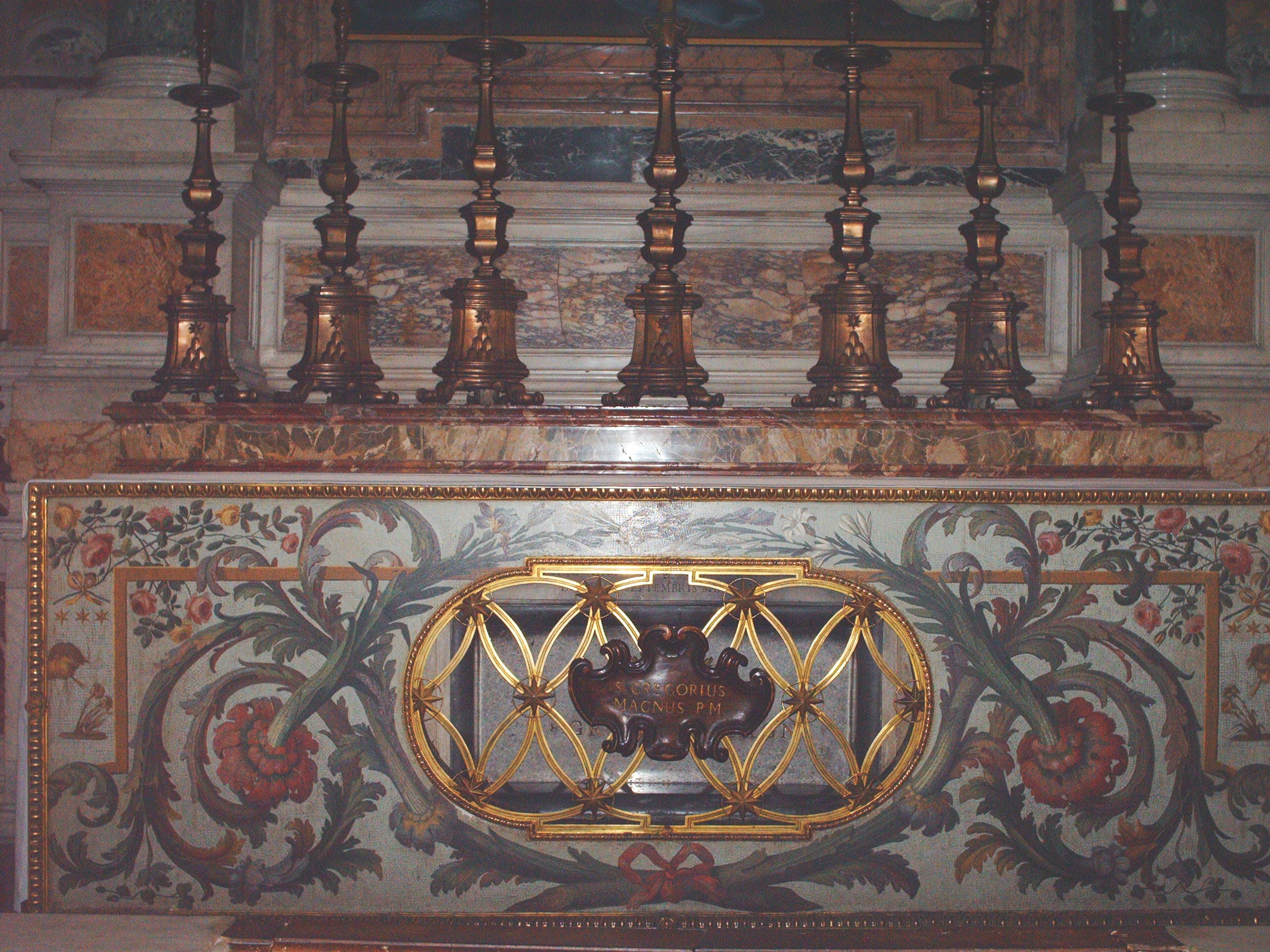
L'autel au-dessus des restes transférés du pape Grégoire Ier.

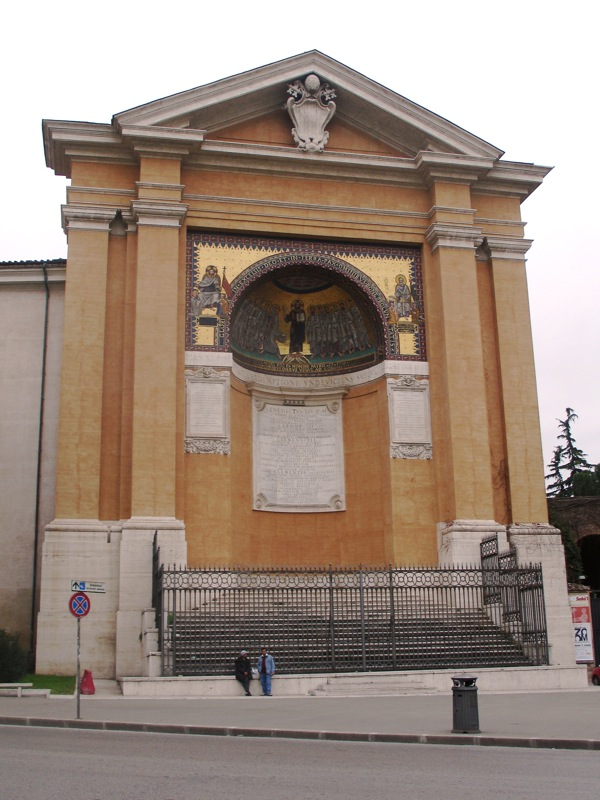
La tombe du pape Léon III.

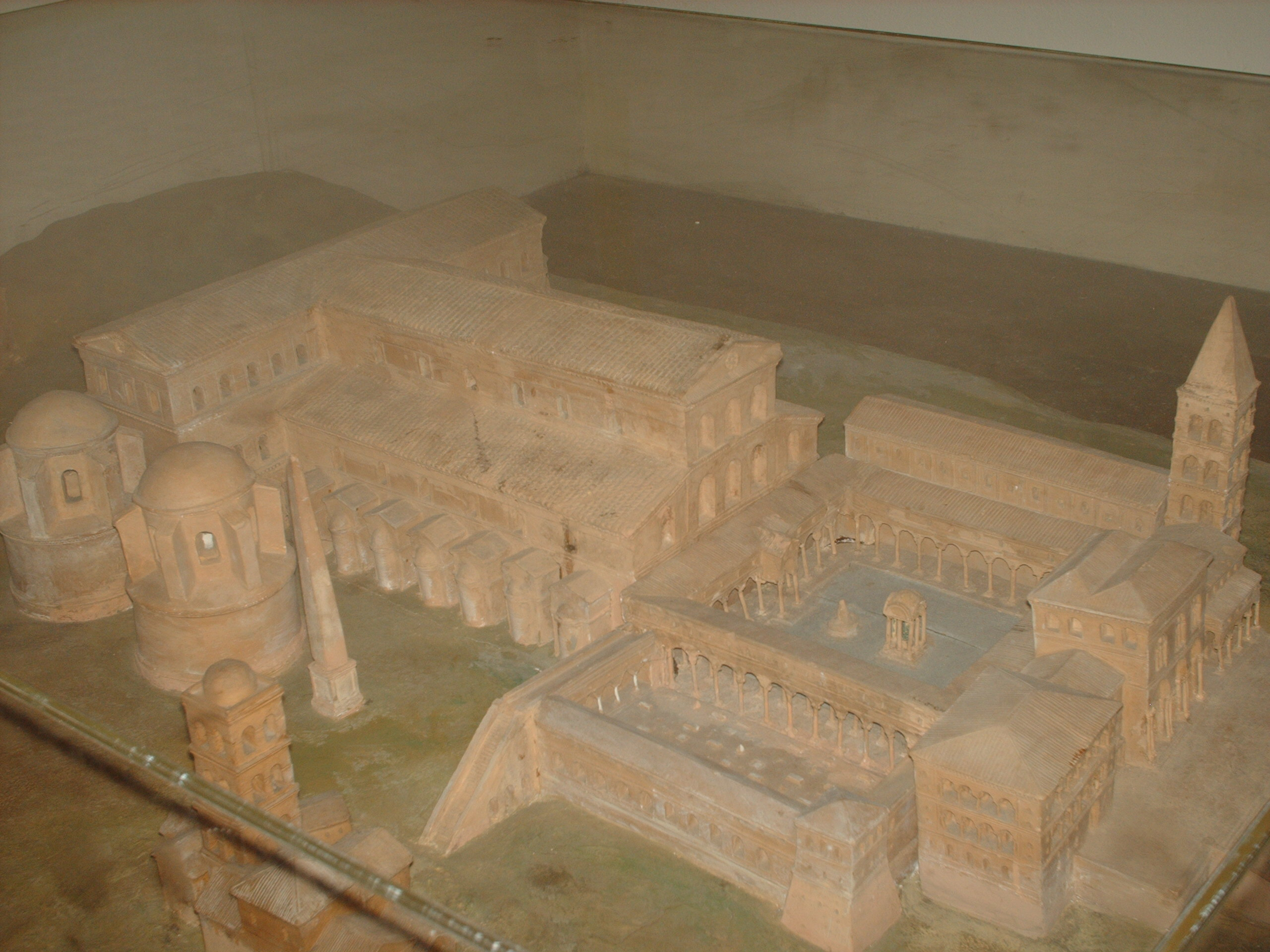
Maquette de la basilique Constantin.

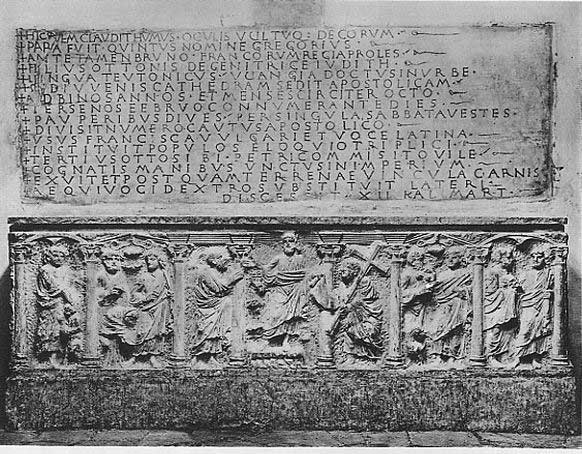
Un sarcophage chrétien dans lequel Grégoire V est enterré après que sa tombe est découverte sous les pavés au cours de la démolition.

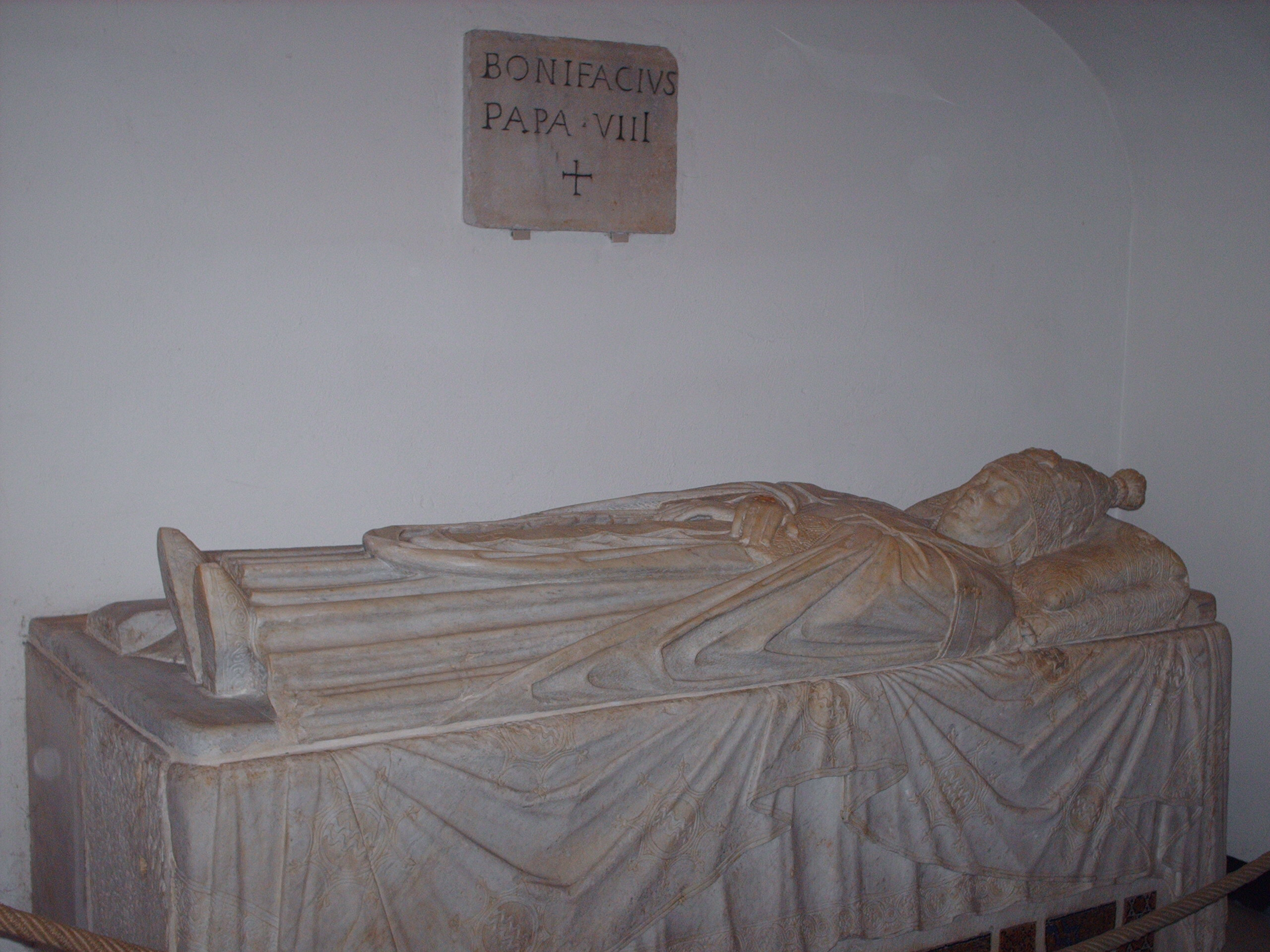
L'extension du sarcophage du pape Boniface VIII.

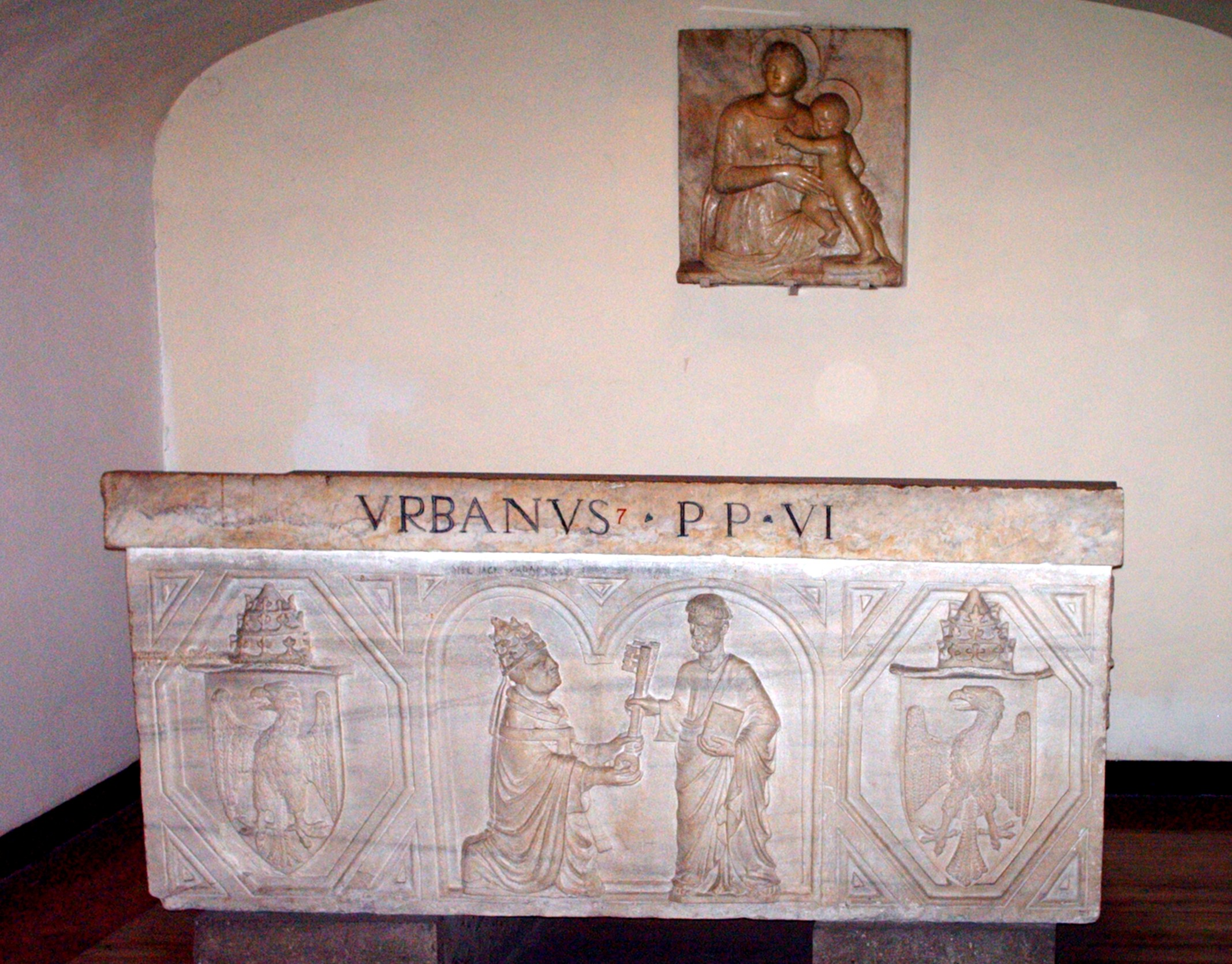
Parement du sarcophage du pape Urbain VI.

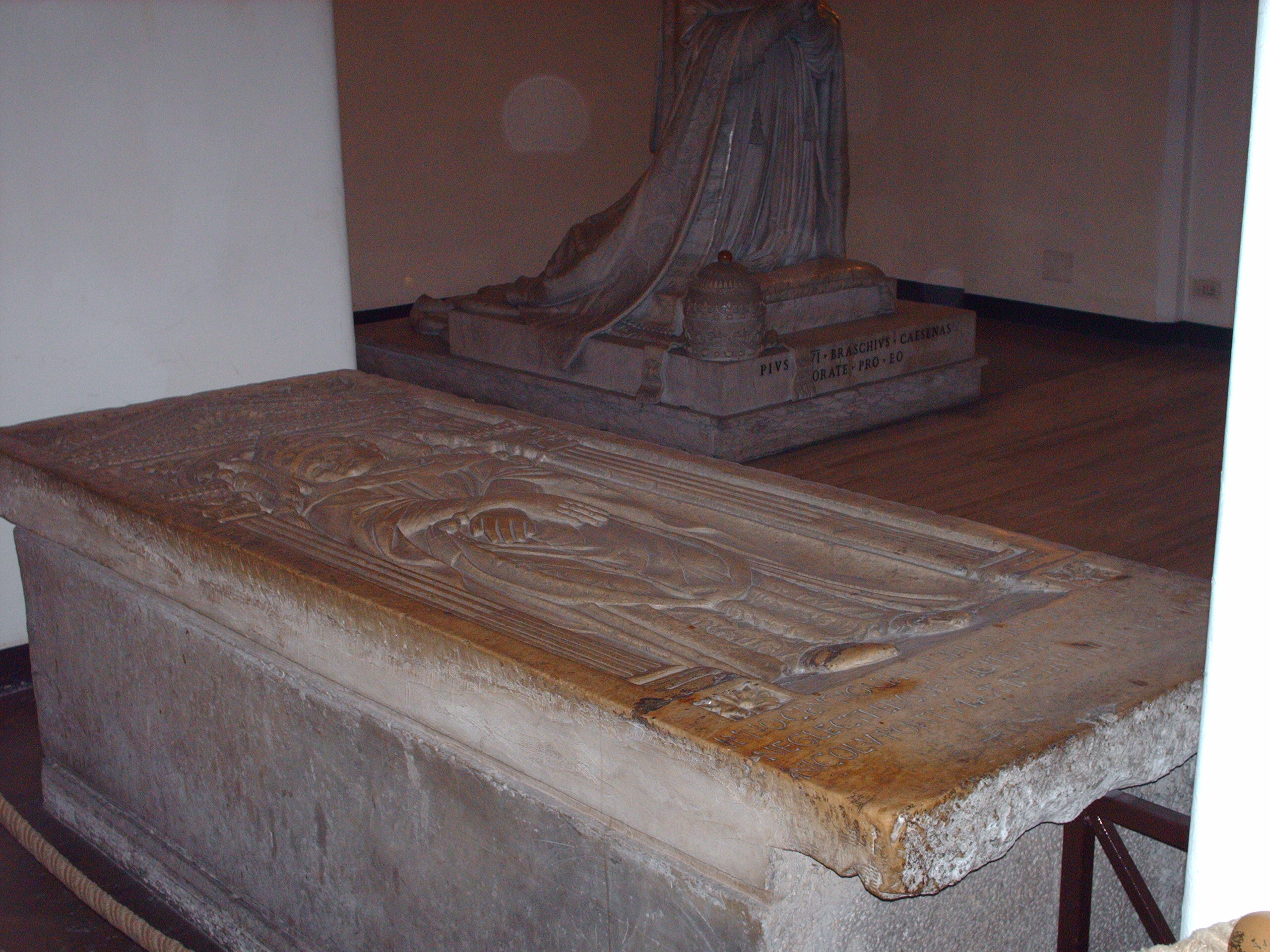
Les restes du pape Innocent VII qui ont été transférés dans la copie du sarcophage original.

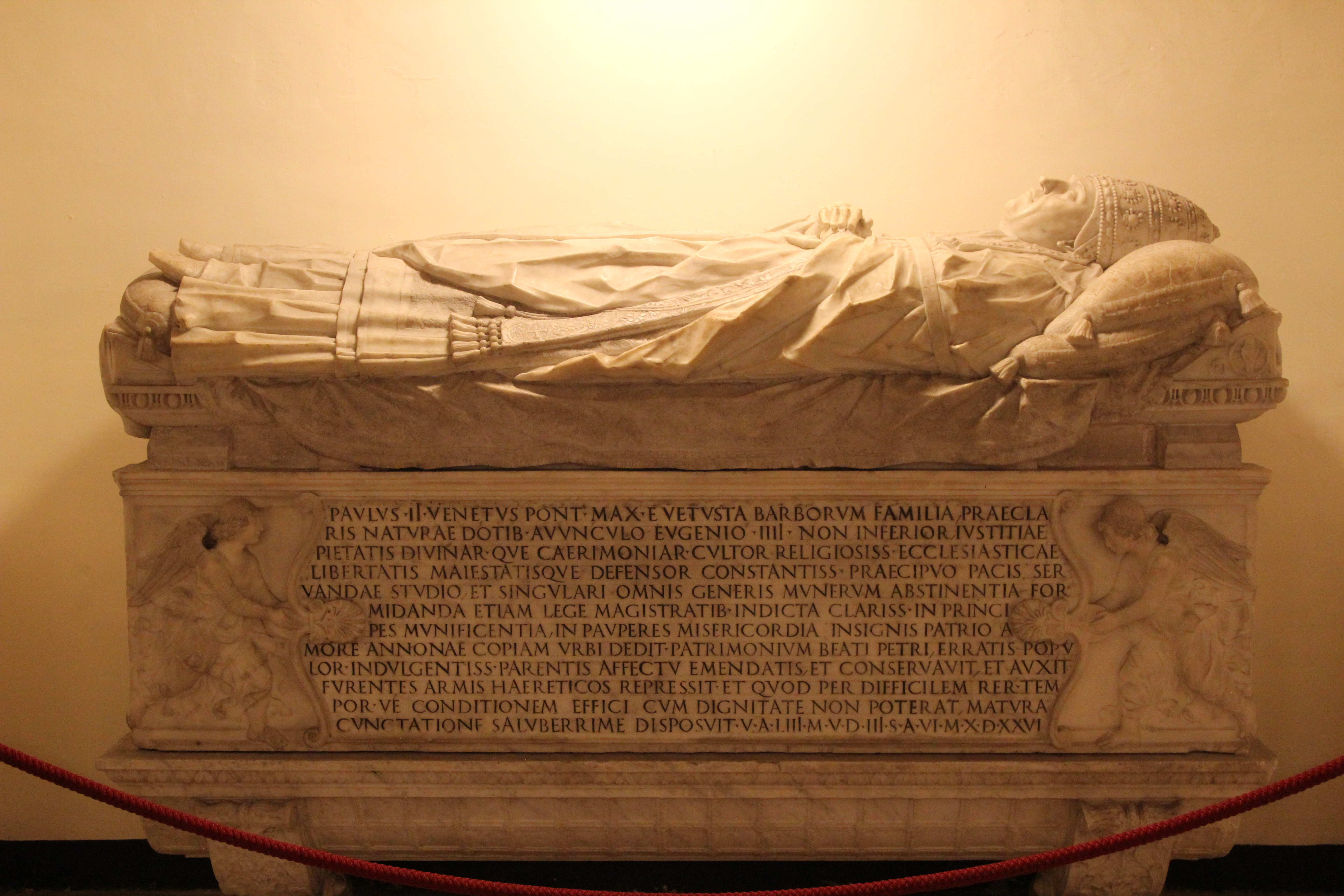
Le sarcophage du pape Paul II.

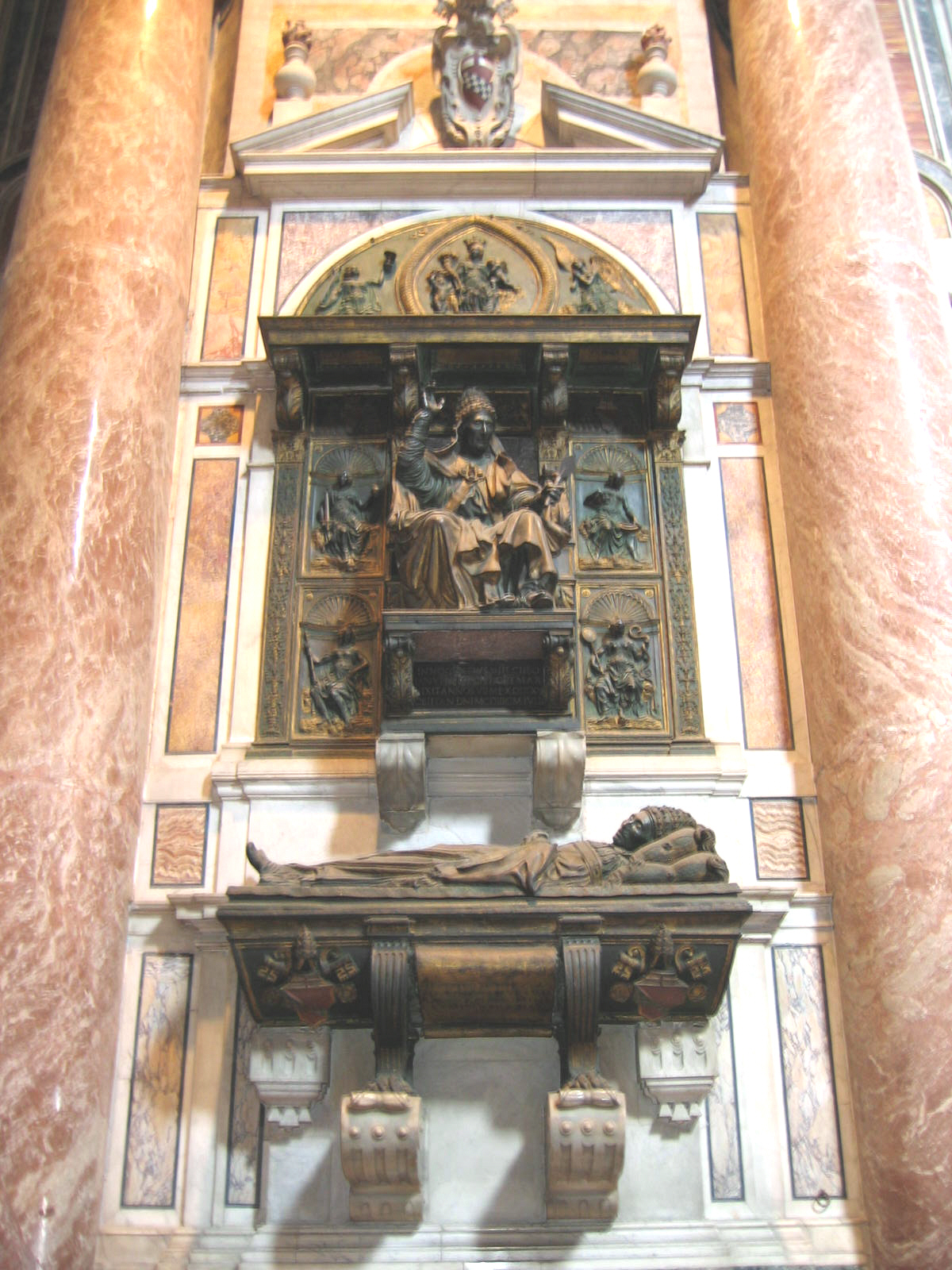
La tombe du pape Innocent VIII qui est la première à représenter un pape vivant.

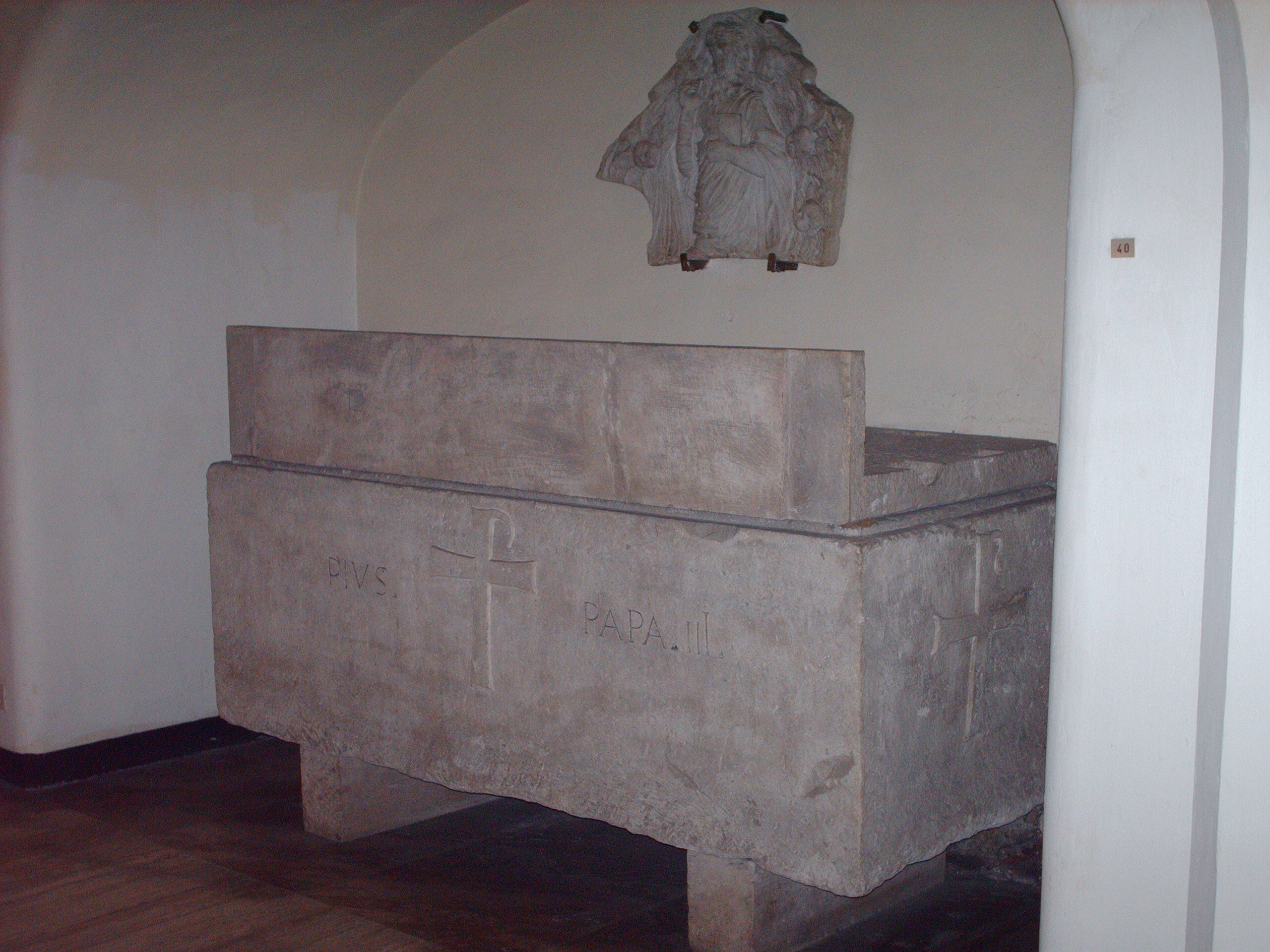
La tombe du pape Pie III transférée dans l'église Sant'Andrea della Valle.

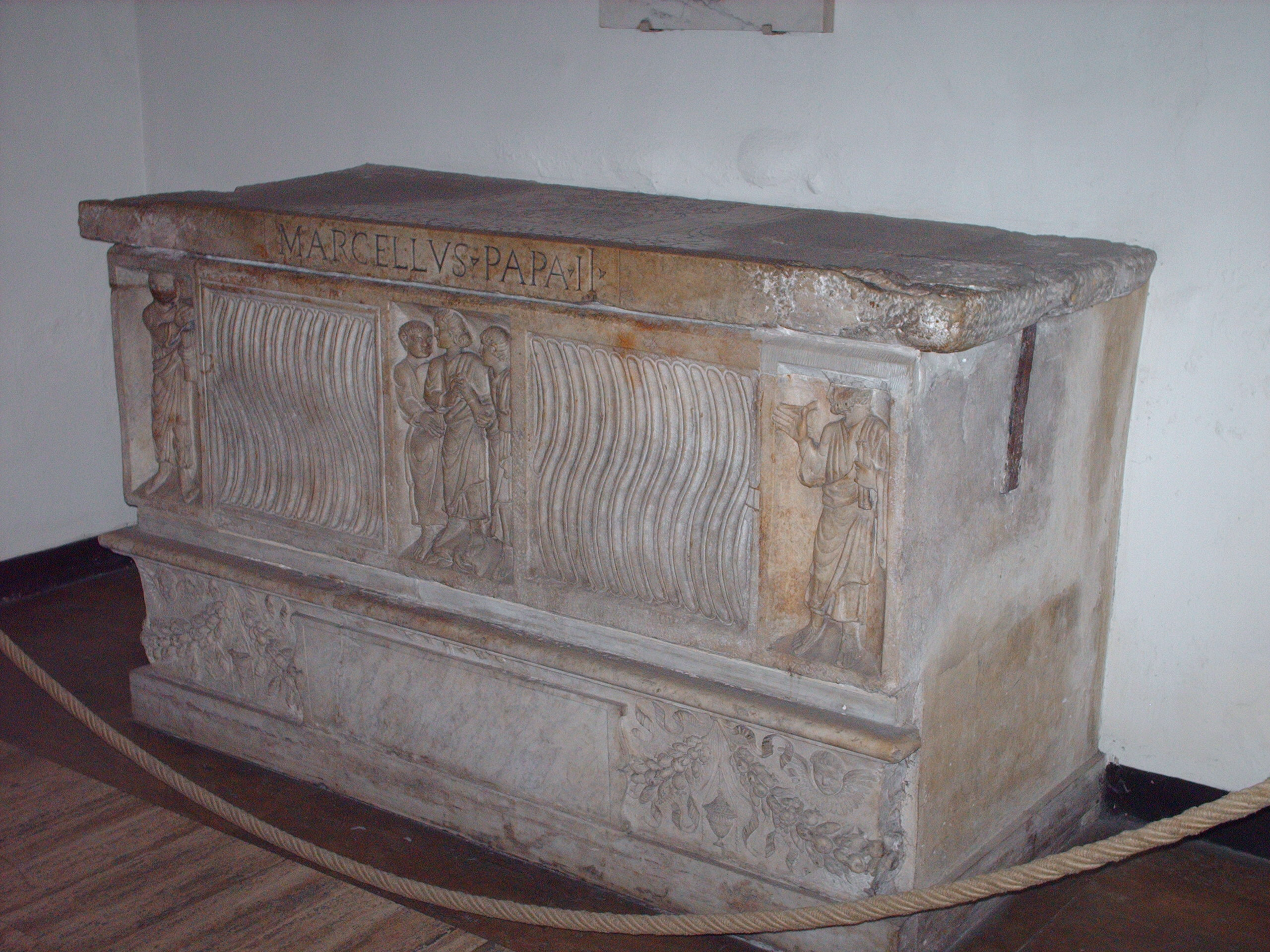
Le pape Marcel II a réutilisé un sarcophage du quatrième siècle.

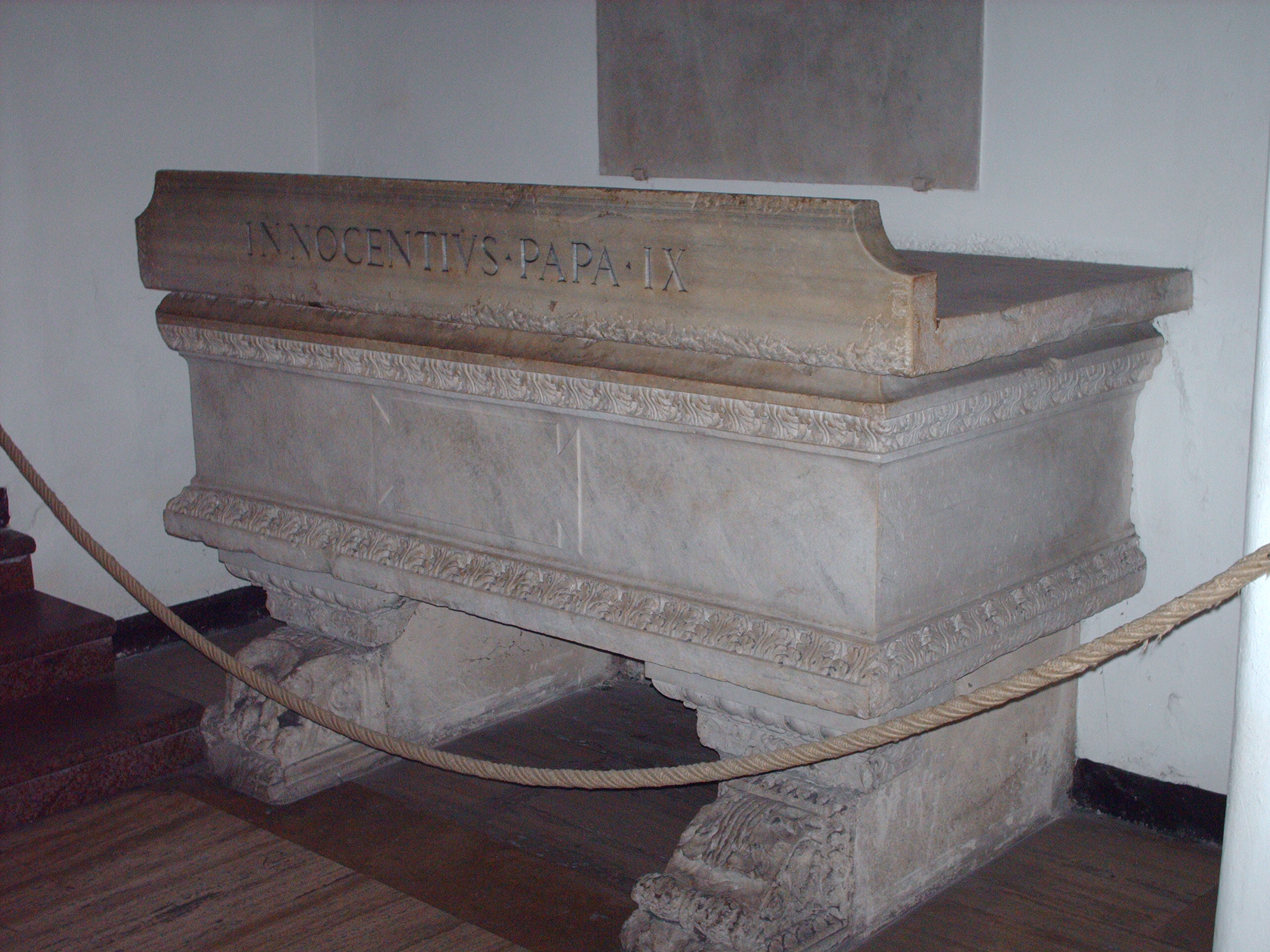
La tombe d'Innocent IX qui est la dernière à avoir été installée dans l'antique basilique de Saint-Pierre.

Les extensions partielles, déplacements ou reconstructions de tombes sont montrées avec un arrière-plan grisé.
| Pontificat                | Portrait | Nom français                                          | Notes |
| ------------------------- | -------- | ----------------------------------------------------- | --- |
| 440–461                   |          | Léon Ier Saint Léon Léon le grand                     | Tombe située dans le portique. Le pape est d'abord enterré sous le porche de l'antique basilique Saint-Pierre ; transféré plusieurs fois, combiné à Léon II, III et IV vers 855 ; enlevé au XVIIe siècle et placé sous son propre autel, au-dessous du relief Algard, Fuga d'Attila dans la chapelle de la Madone de Partorienti |
| 468–483                   |          | Simplice Saint Simplicius                             | Tombe située dans le portique, près de la tombe de Léon I. Détruite durant la démolition. |
| 492–496                   |          | Gélase Ier Saint Gelasius                             | Tombe située dans le portique |
| 496–498                   |          | Anastase II                                           | Tombe située dans l'atrium. Détruite durant la démolition. |
| 498–514                   |          | Symmaque Saint Symmachus                              | Tombe située dans le portique. Détruite durant la démolition. |
| 514–523                   |          | Hormisdas Saint-Hormisdas                             | Détruite durant la démolition |
| 523–526                   |          | Jean 1er Saint-Jean                                   | Située dans la nef. Détruite durant la démolition. |
| 526–530                   |          | Félix IV Saint Félix                                  | Située dans l'atrium. Détruite durant la démolition. |
| 530–532                   |          | Boniface II                                           | Située dans le portique. Détruite durant la démolition. |
| 533–535                   |          | Jean II                                               | Détruite durant la démolition |
| 535–536                   |          | Agapet Ier Agapitus Saint Agapetus                    | Située dans l'atrium. Détruite durant la démolition. |
| 556–561                   |          | Pélage Ier                                            | Située dans l'atrium. Détruite durant la démolition. |
| 561–574                   |          | Jean III                                              | Détruite durant la démolition |
| 575–579                   |          | Benoît Ier                                            | Située dans le vestibule de la sacristie. Détruite durant la démolition. |
| 579–590                   |          | Pélage II                                             | Située dans l'atrium. Détruite durant la démolition. |
| 590–604                   |          | Grégoire Ier, O.S.B. Saint-Grégoire Grégoire le grand | Située dans le portique. Enterré à l'origine dans le portique de l'antique basilique de Saint-Pierre, partiellement transféré à Soissons; durant la démolition de la basilique Saint-Pierre, transféré à l'église Sant'Andrea della Valle puis dans la chapelle Clémentine, près de l'entrée de l'actuelle basilique Saint-Pierre |
| 604–606                   |          | Sabinien Saint Sabinien                               | Monument original dans l'atrium de l'antique basilique de saint Pierre, détruit durant la démolition De petits fragments de l'ancienne épitaphe subsistent dans la crypte de Saint-Pierre |
| 607-607                   |          | Boniface III                                          | Détruite durant la démolition |
| 608–615                   |          | Boniface IV, O.S.B. Saint Boniface                    | Enterré à l'origine dans le portique de l'antique basilique, transféré à l'intérieur, un bras est transféré à l'église Santa Maria in Cosmedin; d'autres reliques ont été transférées dans la chapelle de Saint-Sylvestre à côté de la basilique des Quatre-Saints-Couronnés; le reste a été transféré dans une autre chapelle de la basilique Saint-Pierre. L'oratoire qui autrefois contenait la tombe existe toujours. Il en existe un croquis de Giovanni Giustino Ciampini |
| 615–618                   |          | Adéodat Ier                                           | [ 18 ] |
| 619–625                   |          | Boniface V                                            | Détruite durant la démolition |
| 625–638                   |          | Honorius Ier                                          | Détruite durant la démolition |
| 638–640                   |          | Séverin                                               | Située dans le porche. Détruite durant la démolition. |
| 640–642                   |          | Jean IV                                               | Détruite durant la démolition |
| 642–649                   |          | Théodore Ier                                          | Située dans l'atrium. Détruite durant la démolition |
| 654–657                   |          | Eugène Ier Saint Eugene                               | Détruite durant la démolition |
| 657–672                   |          | Vitalien Saint Vitalien                               | Détruite durant la démolition |
| 672–676                   |          | Adéodat II, O.S.B.                                    | Détruite durant la démolition |
| 676–678                   |          | Donus                                                 | Détruite durant la démolition |
| 678–681                   |          | Agathon Saint Agathon                                 | Détruite durant la démolition |
| 681–683                   |          | Léon II Saint Leon                                    | Enterré à l'origine dans l'antique basilique. Transféré sous l'autel de la chapelle de la Vierge de la colonne. Mélangé à Léon 1er au début du XVIIe siècle. Il a été cru durant des siècles que le corps se trouvait sous l'autel de l'église de San Stefano in Ferrara; les restes ont été combinés à ceux de Léon I, II et IV dans la chapelle de la Vierge de Partorienti lorsqu'ils ont été découverts durant la démolition                                                |
| 684–685                   |          | Benoît II Saint Benedict                              | Détruite durant la démolition |
| 685–686                   |          | Jean V                                                | Située dans l'atrium. Détruite durant le Sac de Rome (846) |
| 686–687                   |          | Conon                                                 | Située à gauche de la nef. Détruite durant la démolition. |
| 687–701                   |          | Serge Ier Saint Serge                                 | Premier pape enterré dans l'antique basilique (pas dans le portique). La tombe est détruite durant la démolition |
| 701–705                   |          | Jean I                                                | Détruite durant la démolition |
| 705–707                   |          | Jean VII                                              | Située dans la chapelle de la Vierge Marie. Détruite durant la démolition; il subsiste une mosaïque de Jean VII dans la grotte du Vatican, dont on pense qu'elle fait partie de l'original |
| 708-708                   |          | Sisinnius                                             | Située à gauche de la nef. Détruite durant la démolition. |
| 708–715                   |          | Constantin                                            | Située à gauche de la nef. Détruite durant la démolition. |
| 715–731                   |          | Grégoire II Saint Gregory                             | Située dans l'atrium. Détruite durant la démolition. |
| 731–741                   |          | Grégoire III                                          | Située dans l'oratoire de Notre-Dame. Détruite durant la démolition. |
| 741–752                   |          | Zacharie Saint Zacharie                               | Détruite durant la démolition |
| Never took office as Pope |          | Étienne (pape éphémère)                               | Située dans l'atrium. Détruite durant la démolition. |
| 752–757                   |          | Étienne II                                            | Située dans l'atrium. Détruite durant la démolition. |
| 757–767                   |          | Paul Ier Saint Paul                                   | Située dans l'oratoire de Notre-Dame. Enterré temporairement dans la basilique Saint-Paul-hors-les-Murs; puis déplacé dans l'oratoire de Notre-Dame de l'antique basilique. Détruite durant la démolition |
| 767–772                   |          | Étienne III                                           | Située dans l'atrium. Détruite durant la démolition |
| 772–795                   |          | Adrien Ier                                            | Monument dans l'oratoire de la cathédrale Petri. Détruit durant la démolition; Des inscriptions de Charlemagne, subsistent dans le portique de l'actuelle basilique Saint-Pierre, |
| 795–816                   |          | Léon III Saint Léon                                   | Située dans la chapelle de la Vierge de Partorienti. Enterré à l'origine dans l'antique basilique. Les restes ont été combinés à ceux de Léon II et IV par le pape Pascal II ; les sarcophages combinés ont été détruits durant la démolition. Restes combinés avec ceux de Léon I en 1601 et placés dans un sarcophage sous l'autel Notre-Sauveur della Colonna dans la nouvelle basilique                                                                                     |
| 816–817                   |          | Étienne IV                                            | Détruite durant la démolition |
| 824–827                   |          | Eugène II                                             | Détruite durant la démolition |
| 827–827                   |          | Valentin                                              | Détruite durant la démolition |
| 827–844                   |          | Grégoire IV                                           | Détruite durant la démolition |
| 844–847                   |          | Serge II                                              | Située dans l'autel de la chapelle des Saints Sixte et Fabien. Détruite durant la démolition |
| 847–855                   |          | Léon IV, O.S.B. Saint Léon                            | Située sous l'autel de Notre-Sauveur della Colonna. Combiné avec Léon I, II et III |
| 855–858                   |          | Benoît III                                            | Située dans le narthex. Détruite durant la démolition |
| 858–867                   |          | Nicolas Ier Saint Nicolas Nicolas le grand            | Enterré à l'origine dans l'atrium de l'antique basilique. Une épitaphe partielle a été préservée lors de la démolition ; elle subsiste dans les grottes du Vatican |
| 867–872                   |          | Adrien II                                             | Enterré à l'origine dans l'antique basilique. Une épitaphe partielle a été préservée lors de la démolition ; elle subsiste dans les grottes du Vatican |
| 872–882                   |          | Jean VIII                                             | Située dans le portique ou la nef. Détruite durant la démolition |
| 882–884                   |          | Marin Ier                                             | Située dans le portique. Détruite durant la démolition |
| 885–891                   |          | Étienne V                                             | Située dans le portique. Détruite durant la démolition |
| 891–896                   |          | Formose                                               | Enterré dans l'antique basilique ; exhumé, défroqué, ses doigts sont coupés et jetés dans le tibre (voir Concile cadavérique); enterré à nouveau dans l'antique basilique. Détruite dans la démolition |
| 896-896                   |          | Boniface VI                                           | Située dans le portique. Détruite durant la démolition |
| 896–897                   |          | Étienne VI                                            | Située dans le portique. Détruite durant la démolition. |
| 897–897                   |          | Romain                                                | Détruite durant la démolition |
| 897                       |          | Théodore II                                           | Détruite durant la démolition |
| 898–900                   |          | Jean IX, O.S.B.                                       | Située dans le portique, à gauche de la nef ou juste en dehors. Détruite durant la démolition |
| 900–903                   |          | Benoît IV                                             | Situé près du portail de Guido. Détruite durant la démolition |
| 904–911                   |          | Serge III                                             | Détruite durant la démolition |
| 911–913                   |          | Anastase III                                          | Située dans l'atrium. Détruite durant la démolition |
| 913–914                   |          | Landon                                                | Détruite durant la démolition |
| 928–928                   |          | Léon VI                                               | Détruite durant la démolition |
| 928–931                   |          | Étienne VII                                           | Détruite durant la démolition |
| 931–935                   |          | Jean XI                                               | Détruite durant la démolition |
| 936–939                   |          | Léon VII, O.S.B.                                      | Détruite durant la démolition |
| 939–942                   |          | Étienne VIII                                          | Détruite durant la démolition |
| 942–946                   |          | Marin II                                              | Détruite durant la démolition |
| 964–965                   |          | Léon VIII                                             | Détruite durant la démolition |
| 973–974                   |          | Benoît VI                                             | Détruite durant la démolition |
| 983–984                   |          | Jean XIV                                              | Détruite durant la démolition |
| 985–996                   |          | Jean XV                                               | Située dans l'oratoire de Sainte Marie. Détruite durant la démolition |
| 996–999                   |          | Grégoire V                                            | Tombe découverte en août 1607 sous les pavés de l'antique basilique, exhumé et ré-enterré en janvier 1609 dans un sarcophage du IVe siècle ou Ve siècle |
| 1012–1024                 |          | Benoît VIII                                           | Détruite durant la démolition |
| 1024–1032                 |          | Jean XIX                                              | Détruite durant la démolition |
| 1045–1046                 |          | Grégoire VI                                           | Détruite durant la démolition |
| 1049–1054                 |          | Léon IX Saint Léon                                    | Enterré à l'origine dans le mur Est de l'antique basilique, près de l'autel de Grégoire I. Le cercueil est ouvert en janvier 1606 lors de la démolition et une partie est enlevée pour des reliques. Le reste est ré-enterré sous l'autel des Saints Martial et Valérie maintenant dédié aux stigmates de saint François d'Assise |
| 1088–1099                 |          | Urbain II, O.S.B. Blessed Urban                       | La première tombe est détruite durant la démolition |
| 1145–1153                 |          | Eugène III, O.Cist. Blessed Eugene                    | Détruite durant la démolition |
| 1154–1159                 |          | Adrien IV, O.S.A.                                     | Un ancien sarcophage est réutilisé |
| 1227–1241                 |          | Grégoire IX                                           | Détruite durant la démolition |
| 1241–1241                 |          | Célestin IV                                           | Détruite durant la démolition |
| 1277–1280                 |          | Nicolas III                                           | Originale détruite durant la démolition. Combiné avec les deux Rainaldo Orsinis en 1620 |
| 1294–1303                 |          | Boniface VIII                                         | La tombe originale de la chapelle dans laquelle Boniface VIII avait été déplacé a été détruite durant la démolition, |
| 1378–1389                 |          | Urbain VI                                             | Sauvée durant la démolition de l'antique basilique ; utilisée par des ouvriers comme abreuvoir, |
| 1389–1404                 |          | Boniface IX                                           | Située dans la chapelle des Saints Pierre et Paul. La tombe a été une des premières à être détruites |
| 1404–1406                 |          | Innocent VII                                          | Enterré à l'origine dans la chapelle des Saints Pierre et Paul, déplacée dans la chapelle de Saint Thomas en 1455. Déplacée dans une copie de sarcophage du milieu du XVe siècle en 1606 |
| 1447–1455                 |          | Nicolas V                                             | Déplacée de l’aile extérieure gauche de l'antique basilique à l’aile extérieure droite. Un monument subsiste mais pas le sarcophage, détruit durant la démolition |
| 1464–1471                 |          | Paul II                                               | Une effigie de Giovanni Dalmata; Des personnages et bas-reliefs de Mino da Fiesole. Le monument est déplacé en 1544 et démoli au XVIIe siècle; Le sarcophage a survécu à la démolition |
| 1471–1484                 |          | Sixte IV, O.F.M.                                      | Sculpté par Antonio Pollaiuolo. Situé à l'origine dans le chœur de la chapelle de l'ancienne basilique ; déplacée en 1610 dans la sacristie puis déplacé en 1625 dans la chapelle del Coro dans la nouvelle basilique. Combiné à Jules II en 1926; déplacé à nouveau en 1940 |
| 1484–1492                 |          | Innocent VIII                                         | Sculpté par Antonio Pollaiuolo. Autre pape représenté vivant plutôt que mort. Placé à l'origine dans l'oratoire Notre-Dame dans l'antique basilique de Saint-Pierre ; déplacé dans le sudariumen 1606 au cours de la démolution |
| 1503–1503                 |          | Pie III                                               | Sculptée par Sebastiano Ferrucci. Construite à l'origine dans l'ancienne basilique. Il s'agit du dernier mausolée papal érigé dans cette antique basilique de Saint-Pierre ; déplacée par la suite dans l'église Sant'Andrea della Valle sous le règne de Paul V |
| 1523–1534                 |          | Clément VII                                           | Enterré à l'origine dans une tombe en briques dans l'antique basilique ; la tombe actuelle se trouve face à celle de Léon X, dans la basilique de la Minerve |
| 1534–1549                 |          | Paul III                                              | Sculptée par Guglielmo della Porta. Déplacée en 1599 |
| 1550–1555                 |          | Jules III                                             | Enterré à l'origine dans l'antique basilique de Saint Pierre, sans monument dans un sarcophage en pierres rouges dans la chapelle San Andrea ; ré-enterré dans un ancien sarcophage en 1608, qui est rouvert deux ans plus tard durant la démolition. Parfois cité pour avoir été enterré dans la chapelle Del Monte de l'église San Pietro in Montorio avec son cardinal-neveu adopté Innocenzo Ciocchi del Monte                                                              |
| 1555–1555                 |          | Marcel II                                             | Aucun monument; sarcophage du IVe siècle supportant un Christ en gloire |
| 1572–1585                 |          | Grégoire XIII                                         | Monument original détruit ; un nouveau monument a été construit durant le IVe siècle |
| 1590–1591                 |          | Grégoire XIV                                          | Sculpté par Prospero Antichi |
| 1591–1591                 |          | Innocent IX                                           | Aucun monument |